# Vivillo desde chiquillo
Vivillo desde chiquillo es una película de comedia de enredos mexicana de 1951, dirigida por Emilio Gómez Muriel, escrita por Juan Bustillo Oro y Humberto Gómez Landero, y protagonizada por Manolín y Shilinsky, junto a las actrices, Queta Lavat, Delia Magaña y Famie Kauffman «Vitola». Es una versión adaptada de la película Ahi está el detalle (1940) de Mario Moreno «Cantinflas», en la que Manolín interpreta el papel del falso Leonardo del Paso que hacía Cantinflas, mientras que Shilinsky interpreta el papel del benefactor de Leonardo que hacía Joaquín Pardavé. 

## Argumento
Manolín va a casa de su novia, que es sirvienta en una mansión, a cenar gratuitamente como lo ha hecho durante mucho tiempo. Pero esta vez su novia Lupita le pide que mate a un molesto ente que anda por la mansión. La trama de la película hace creer al espectador que se refiere al individuo que Manolín ha visto afuera de la casa; quien al sacar un paquete de cartas ha dejado caer accidentalmente su cartera, de la cual se ha apropiado Manolín al ver que ese hombre no le hace caso cuando se la quiere devolver. En realidad se ve después que Lupita se refiere al perro rabioso que tienen los dueños de la casa.
El dueño de la casa, el Licenciado Shilinsky sospecha de infidelidad de su mujer (Carmela del Paso) y prepara una inesperada llegada a su casa con policías como testigos para poder divorciarse. Durante la ausencia del marido, entra a la casa el individuo que ha estado rondando el exterior y que tenía el manojo de cartas. Resulta que tal hombre es un novio de juventud de Carmela, la señora de la casa, y ahora busca una recompensa para no mostrar las cartas al marido. Carmela quiere recuperar las cartas pero Dick no se contenta con dinero para hacerlo. El hombre, que se ha vuelto un jugador y un maleante, le pide ciertos favores sexuales. Cuando suben a la recámara, llega el marido en compañía de la policía. Al mismo tiempo, la sirvienta se asusta por la súbita llegada del dueño de la casa y esconde a Manolín en un armario. Cuando el marido sube a su recámara queda confundido porque no ha podido confirmar las infidelidades de su mujer. Sin embargo, los policías descubren que hay un hombre escondido en el armario de la sala de la casa porque huelen el humo de un puro que Manolín ha estado fumando. La esposa hace creer a su marido que Manolín es Leonardo del Paso, el hermano perdido de ella. A raíz de esto, Shilinsky trata a Manolín como a un rey para beneficiarse de la herencia de su suegro.
Después de haber adoptado a Manolín como cuñado, Shilinsky publica un anuncio en el periódico para reunir a los herederos y proceder al reparto de la fortuna de su suegro. Este anuncio hace que la concubina de Leonardo llegue a la casa de Shilinsky con todos sus hijos, sin importarle que el supuesto Leonardo del Paso no sea el verdadero, sino Manolín. Al saber de la situación civil irregular de Leonardo y su mujer, Shilinsky pretende casarlos, pero Manolín se salva por la llegada de la policía, que llega para aprehender a Manolín, pues al confundírsele con Leonardo se le busca por el asesinato de Dick. La confusión aumenta porque el perro rabioso que mató Manolín y el chantajeador y gánster asesinado comparten el mismo mote de "Dick" o "El Chato".
Esta situación que se llevará al límite cuando Manolín es enjuiciado por la muerte de Dick. En este juicio se dan todos los elementos de la comedia de enredos, pues mientras Manolín se refiere a la muerte de Dick el perro casi con indiferencia y cinismo, el resto de la corte cree que Manolín es un asesino desalmado que ha matado a Dick, apodado el Chato, el antiguo novio de Carmela. Al final, se aclara todo el asunto: una vez que Manolín ha sido condenado a la pena de muerte, aparece Leonardo del Paso, el verdadero hermano de Carmela. Leonardo confiesa que ha sido él quien ha matado a Dick, el Chato, que trataba de chantajear a su hermana. La corte promete iniciar un nuevo juicio y dejan en libertad a Manolín. La situación regresa a lo inicial, al volver Manolín a ser el novio de Lupita, para comer gratis como antes.

## Reparto
- Manuel Palacios «Manolín» como Manolín / Falso Leonardo del Paso
- Estanislao Shilinsky como Shilinsky
- Queta Lavat como Carmela del Paso
- Delia Magaña como Lupita
- Famie Kauffman «Vitola» como Irene Regalado
- Rafael Banquells como Leonardo del Paso
- Alejandro Ciangherotti como agente del Ministerio Público
- Juan Calvo como escribiente
- Tony Díaz como Ricardo Lechuga «el Chato»
- Arturo Soto Rangel como Juez
- Francisco Reiguera como asistente del registro civil.
- Pepe Nava como Juez del registro civil
- Francisco Martínez como miembro del jurado
- Pitouto como miembro del jurado
- José Mora como secretario de Schillinsky
- Manuel Jarero como secretario del juez

### Sin acreditar
- Daniel Arroyo como miembro del jurado
- Carlos Bravo y Fernández como reportero
- José Chávez como policía
- Julio Daneri como miembro del jurado
- Emilio Garibay como policía
- María Gentil Arcos como doña Loretito
- Jorge Martínez de Hoyos como policía
- Pepe Martínez como miembro del jurado
- Javier Puente como miembro del jurado
- Joaquín Roche como miembro del jurado
- Nicolás Rodríguez Jr. como hijo de Leonardo
- Luis Rodríguez como hijo de Leonardo
- Nicolás Rodríguez como agente de policía
- Enrique Rosado como periodista
- Jaime Valdés como periodista